# Joe Esposito (Memphis Mafia)
Joseph Carmine Esposito, noto come Joe Esposito (Chicago, 22 gennaio 1938 – Calabasas, 23 novembre 2016), è stato uno scrittore e road manager statunitense.
Noto principalmente per essere stato amico e collaboratore del cantante di rock and roll Elvis Presley, facendo parte dell'onnipresente entourage di Elvis chiamato "Memphis Mafia". Dopo la morte di Elvis, divenne uno scrittore e pubblicò diversi libri su Presley.

## Biografia
Esposito è meglio conosciuto per la sua associazione con Elvis Presley. Incontrò Presley per la prima volta nel 1958 mentre stava facendo il servizio militare in una base a Friedberg, Germania. In breve tempo divennero amici. Esposito divenne il road manager di Elvis nel 1960. Era presente anche quando Elvis fu trovato morto nel suo bagno a Graceland il 16 agosto 1977, e cercò di rianimarlo praticandogli un massaggio cardiaco, senza successo.
Dopo la morte di Elvis, andò a lavorare per Jerry Weintraub diventando road manager di Michael Jackson, Bee Gees, Karen Carpenter e John Denver. Negli anni fu consulente per molti progetti su Elvis ed era considerato una delle fonti più rispettate su Elvis. I suoi filmini casalinghi sono presenti in molti progetti tra cui il CBS Primetime Special, Elvis By the Presleys. Esposito ebbe tre figli: Debbie e Cindy dalla prima moglie Joan; ed Anthony dal secondo matrimonio con Martha Gallub. Esposito è morto il 23 novembre 2016, per complicazioni dovute alla demenza senile.

## Libri
- Elvis Intimate and Rare, di "Diamond" Joe Esposito, (1997) Darwin Lamm, Elvis International Forum books (ASIN B0006QR02Y)
- Remember Elvis, prodotto da "Diamond" Joe Esposito e Daniel Lombardy, (2006) TCBJOE Publishing (ISBN 0977894525)
- Elvis Straight Up, prodotto da "Diamond" Joe Esposito e Joe Russo di The Soft Parade,(2007)Steamroller Publishing (097971320X)
- Celebrate Elvis - Volume 1, prodotto da "Diamond" Joe Esposito & Daniel Lombardy, (2006) TCBJOE Publishing (ISBN 0977894533)
- Celebrate Elvis - Volume 2, prodotto da "Diamond" Joe Esposito & Daniel Lombardy, (2007) TCBJOE Publishing (ISBN 097789455X)

## Filmografia
- Pugno proibito (1962) (non accreditato)
- Bionde, rosse, brune... (1963) (non accreditato)
- Il monte di Venere (1964) (non accreditato)
- Viva Las Vegas (1964)
- Il cantante del luna park (1964)
- Voglio sposarle tutte (1966) (non accreditato)
- Miliardario... ma bagnino (1967) (non accreditato)
- Stay Away, Joe (1968) (non accreditato)
- Live a Little, Love a Little (1968) (non accreditato)
- Guai con le ragazze (1969) (non accreditato)
- Elvis Presley Show (1970)
- Elvis on Tour (1972)
- This Is Elvis (1981) (voce, narratore)

## Riferimenti nella cultura popolare
- Nel film del 1979 Elvis, il re del rock di John Carpenter, è stato interpretato da Joe Mantegna.
- Nella miniserie televisiva della CBS Elvis del 2005 è stato interpretato da Ian Leson.
- È stato parodiato da Chris Farley al Saturday Night Live nel 1992, in una puntata condotta da Nicolas Cage.
- Nel 1989 è stato interpretato da Wayne Powers nella miniserie della ABC Elvis and Me, basata sull'autobiografia di Priscilla Presley.